# 李鋭 (小説家)
李 鋭（り えい、1950年9月 - ）は中華人民共和国の小説家。代表作に『厚土』。

## 経歴
1950年、北京生まれ。高校卒業後、1969年に山西省蒲県の呂梁山脈中のわずか11戸の山村、邸家河に下放。下放中に創作を始め、1974年に処女作を発表。1975年、工場労働者として臨汾市に移動。その後太原に出て1977年から「山西文学」編集部で働いた。1984年に遼寧大学中文系通信教育部を卒業。1985年に最初の小説集『丟失的長命鎖』を出版した。1986年に連作短編『厚土』を発表すると大きな反響を呼び、台湾の「中国時報文学賞」などを受賞した。1988年には山西省作家協会の専業作家となった。その後、1998年から2003年まで山西省作家協会副主席を務めた。2004年、フランス政府から芸術文化勲章を受勲している。

## 作品

### 長編小説
- 『旧址』(旧跡)
- 『无风之树』(無風の樹)
- 『万里无云』
- 『银城故事』
- 『张马丁的第八天』

### 小説集
- 『丢失的长命锁』
- 『红房子』
- 『厚土』
- 『传说之死』

### 随筆集
- 『拒绝合唱』
- 『不是因为自信』

## 日本語訳
- 『無風の樹』吉田富夫訳 岩波現代文庫 2011年
- 『旧跡 ―血と塩の記憶』 関根謙訳 勉誠出版(コレクション中国同時代小説) 2012年

## 家族
妻の蔣韵と娘の笛安はともに小説家である。